# Leumeah
Leumeah är en del av en befolkad plats i Australien. Den ligger i kommunen Campbelltown Municipality och delstaten New South Wales, i den sydöstra delen av landet, omkring 41 kilometer sydväst om delstatshuvudstaden Sydney. Antalet invånare är 8 662.
Runt Leumeah är det tätbefolkat, med 511 invånare per kvadratkilometer.. Närmaste större samhälle är Liverpool, omkring 19 kilometer nordost om Leumeah. 
Runt Leumeah är det i huvudsak tätbebyggt. Genomsnittlig årsnederbörd är 1 288 millimeter. Den regnigaste månaden är februari, med i genomsnitt 215 mm nederbörd, och den torraste är juli, med 34 mm nederbörd.